# Prezzo unico nazionale
Il Prezzo unico nazionale, conosciuto anche con l'acronimo PUN e diventato dal 1 gennaio 2025 PUN Index GME, è il prezzo di riferimento dell’energia elettrica rilevato sulla borsa elettrica italiana (IPEX, Italian Power Exchange). 
Il valore del PUN è pubblicato dal Gestore dei Mercati Energetici, che ne dà la definizione seguente: media dei prezzi zonali del Mercato del Giorno Prima (MGP) ponderata con gli acquisti totali, al netto degli acquisti dei pompaggi e delle zone estere. Ciò significa che tutti i clienti (ad esclusione delle centrali di pompaggio) pagano il PUN per un megawattora di elettricità, mentre tutti i venditori sono compensati con il rispettivo prezzo della zona di offerta. (Il mercato italiano è composto da sei nat)
Il PUN è determinato nel contesto del commercio transfrontaliero (price coupling of regions). La particolarità del PUN è rappresentata nell'algoritmo "Euphemia".
Dopo la crisi energetica del 2022, provocata dalla guerra tra Russia e Ucraina, molti fornitori di energia elettrica hanno deciso di legare il prezzo della materia prima energia, presente in bolletta, proprio a questo indice per tutelarsi dagli improvvisi aumenti di prezzo.

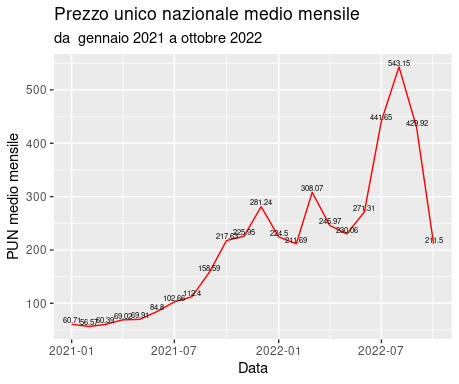
Fonte: [https://mercatoelettrico.org/En/Tools/Accessodati.aspx?ReturnUrl=%2fEn%2fEsiti%2fMGP%2fEsitiMGP.aspx GME

L'andamento storico del PUN dall'avvio della borsa elettrica italiana alla fine del 2023 è riportato nella tabella seguente:
| Anno | PUN medio (€/MWh) | PUN min (€/MWh) | PUN max (€/MWh) |
| ---- | ----------------- | --------------- | --------------- |
| 2004 | 51,6              | 1,10            | 189,19          |
| 2005 | 58,59             | 10,42           | 170,61          |
| 2006 | 74,75             | 15,06           | 378,47          |
| 2007 | 70,99             | 21,44           | 242,42          |
| 2008 | 86,99             | 21,54           | 211,99          |
| 2009 | 63,72             | 9,07            | 172,25          |
| 2010 | 64,12             | 10,00           | 174,62          |
| 2011 | 72,23             | 10,00           | 164,80          |
| 2012 | 75,48             | 12,14           | 324,20          |
| 2013 | 62,99             | 0,00            | 151,88          |
| 2014 | 52,08             | 2,23            | 149,43          |
| 2015 | 52,31             | 5,62            | 144,57          |
| 2016 | 42,78             | 10,94           | 150,00          |
| 2017 | 53,95             | 10,00           | 170,00          |
| 2018 | 61,31             | 6,97            | 159,40          |
| 2019 | 52,32             | 1,00            | 108,38          |
| 2020 | 38,92             | 0,00            | 162,57          |
| 2021 | 125,46            | 3,00            | 533,19          |
| 2022 | 303,95            | 10,00           | 870,00          |
| 2023 | 127,24            | 2,46            | 295,00          |